# Списак градова у Норвешкој
Краљевина Норвешка представља високо урбанизовану европску државу са дугом традицијом градског живота. 1. јануара 2007. године у Норвешкој је постојало 917 насељених места, од којих је 96 имало звање града.
У оквиру државе преовлађује величина и значај главног града Осла, у чијем градском подручју живи око 20% данског становништва.

## Назив за град
У норвешком језику раније су се разликовали називи за већи и мањи град, тј. за називи кјестад (норв. kjøpstad, у преводу: град-трговиште) и ладестад (норв. ladested, у преводу: град-мала лука). Данас је прихваћен општи назив за град и то је би (норв. јед. by, мн. byer, byar). Он је званично уведен у употребу 1952. године.

## Историјат
Савремени развој градова на подручју данашње Норвешке започет је 1857. г., када су укинута посебна права средњовековних градова-трговишта.
Године 1965. законски је дата предност општинама у односу на градове. Тада су образоване и градске и сеоске општине. Истовремено је дошло до укрупњавања месних самоуправа, па су самосталне градске управе укинуте.
До 1996. г. звање града је био више церемонијално и добијало се од стране норвешког Министра за месну самоуправу. Од 1996. г. тога законски је уређен начин добијања звања града, тј. уведен је обавезан услов за добијање звања - насеље мора имати најмање 5 хиљада становника. Ово је довело до наглог повећања насеља са звањем града међу насељима преко датог прага. Са друге стране, градови са мање од 5 хиљада становника, који су раније стекли звање, очували су га.

## Градови и градска подручја
У већини случајева неколико највећих насељених места, сконцентрисано је око једног града и образују градску агломерацију. Такав случај је са Ослом, који је 1. октобра 2010. године имо 597.000 житеља у управним границама, а његова агломерација 912.100 житеља. Метрополитенска област обухвата делове неколико округа и износи 1.422.500 становника, што је око 25% од укупног становништва које живи у Норвешкој.

## Списак градова са више од 10 хиљада становника
У следећој табели су приказани сви градови са више од 10 хиљада становника у 2008. години.
→ Задебљаним словима су назначени градови са положајем седишта норвешких округа
| Р.бр. | Назив          | Матерњи назив | Стан. 2009. град | Стан. 2009. агломерација | Округ             |
| ----- | -------------- | ------------- | ---------------- | ------------------------ | ----------------- |
| 1.    | Осло           | Oslo          | 557.848          | 856.915                  | Осло              |
| 2.    | Берген         | Bergen        | 223.593          | 247.746                  | Хордаланд         |
| 3.    | Трондхејм      | Trondheim     | 156.794          | 165.191                  | Јужни Тренделаг   |
| 4.    | Ставангер      | Stavanger     | 119.200          | 185.913                  | Рогаланд          |
| 5.    | Кристијансанд  | Kristiansand  | 66.532           | 78.919                   | Западни Агдер     |
| 6.    | Фредерикстад   | Fredrikstad   | 58.280           | 71.976                   | Естфолд           |
| 7.    | Драмен         | Drammen       | 57.981           | 60.145                   | Бускеруд          |
| 8.    | Тромсе         | Tromsø        | 54.070           | 65.286                   | Тромс             |
| 9.    | Санднес        | Sandnes       | 51.405           | 65.155                   | Рогаланд          |
| 10.   | Скијен         | Skien         | 44.846           | 86.342                   | Телемарк          |
| 11.   | Сарпсборг      | Sarpsborg     | 42.178           | 51.053                   | Естфолд           |
| 12.   | Сандефјорд     | Sandefjord    | 39.909           | 42.333                   | Вестфолд          |
| 13.   | Олесунд        | Ålesund       | 38.868           | 45.902                   | Мере ог Ромсдал   |
| 14.   | Боде           | Bodø          | 36.073           | 46.049                   | Нордланд          |
| 15.   | Арендал        | Arendal       | 32.040           | 40.701                   | Источни Агдер     |
| 16.   | Хавгерсунд     | Haugesund     | 31.907           | 42.112                   | Рогаланд          |
| 17.   | Тенсберг       | Tønsberg      | 30.748           | 46.862                   | Вестфолд          |
| 18.   | Порсгрун       | Porsgrunn     | 29.516           | 34.186                   | Телемарк          |
| 19.   | Мос            | Moss          | 27.876           | 40.309                   | Естфолд           |
| 20.   | Ларвик         | Larvik        | 23.577           | 41.723                   | Вестфолд          |
| 21.   | Хамар          | Hamar         | 23.258           | 29.808                   | Хедмарк           |
| 22.   | Халден         | Halden        | 22.688           | 28.092                   | Естфолд           |
| 23.   | Лилехамер      | Lillehammer   | 19.922           | 25.776                   | Опланд            |
| 24.   | Харстад        | Harstad       | 19.470           | 23.108                   | Тромс             |
| 25.   | Молде          | Molde         | 19.217           | 24.294                   | Мере ог Ромсдал   |
| 26.   | Конгсберг      | Kongsberg     | 18.565           | 23.997                   | Бускеруд          |
| 27.   | Гјевик         | Gjøvik        | 18.424           | 28.301                   | Опланд            |
| 28.   | Хортен         | Horten        | 17.966           | 25.098                   | Вестфолд          |
| 29.   | Мо и Рана      | Mo i Rana     | 17.750           | 25.092                   | Нордланд          |
| 30.   | Кристијансунд  | Kristiansund  | 16.854           | 22.661                   | Мере ог Ромсдал   |
| 31.   | Хенефос        | Hønefoss      | 14.177           | 28.523                   | Бускеруд          |
| 32.   | Нарвик         | Narvik        | 13.958           | 18.384                   | Нордланд          |
| 33.   | Лилестрем      | Lillestrøm    | 13.957           | 46.146                   | Акерсхус          |
| 34.   | Алта           | Alta          | 13.344           | 18.272                   | Финмарк           |
| 35.   | Елверум        | Elverum       | 13.295           | 19.465                   | Хедмарк           |
| 36.   | Аским          | Askim         | 12.884           | 14.472                   | Естфолд           |
| 37.   | Дребак         | Drøbak        | 12.239           | 14.245                   | Акерсхус          |
| 38.   | Стејнкјер      | Steinkjer     | 11.443           | 20.672                   | Северни Тренделаг |
| 39.   | Конгсвингер    | Kongsvinger   | 11.394           | 17.361                   | Хедмарк           |
| 40.   | Лејрвик        | Leirvik       | 11.342           | 17.092                   | Хордаланд         |
| 41.   | Ски            | Ski           | 11.318           | 12.934                   | Акерсхус          |
| 42.   | Стјердалхалсен | Stjørdal      | 10.638           | 20.616                   | Северни Тренделаг |
| 43.   | Мандал         | Mandal        | 10.512           | 14.400                   | Западни Агдер     |
| 44.   | Гримстад       | Grimstad      | 10.454           | 19.809                   | Источни Агдер     |
| 45.   | Егерсунд       | Eigersund     | 10.226           | 13.778                   | Рогаланд          |

## Важни градови са мање од 10 хиљада становника
- Вадсе - седиште округа Финмарк
- Хамерфест - најсевернији град Европе
- Лејкангер - седиште округа Согн ог Фјордане
- Рерос - древни рударски град, данас део светске баштине УНЕСКО-а
- Сволвер - средиште туристичког подручја Лофотских острва